# Тимашова, Матрёна Фёдоровна
Матрёна Фёдоровна Тимашова (4 марта 1914 год, село Коршево, Бобровский уезд, Воронежская губерния — 14 сентября 1974 год) — председатель колхоза «Память Кирова» Бобровского района Воронежской области. Герой Социалистического Труда (1966). Депутат Верховного Совета СССР[уточнить] 3, 4 и 5 созывов.

## Биография
Родилась 4 марта 1914 года в крестьянской семье в селе Коршево Бобровского уезда (сегодня — Бобровский район) Воронежской губернии. Начала свою трудовую деятельность с тринадцатилетнего возраста. Работала у зажиточного крестьянина. В 1930 году окончила курсы трактористов Бобровской МТС. В 1933 году назначена бригадиром трактористов. В 1935 году организовала женскую тракторную бригаду. В 1937 году назначена директором Шишовской МТС. В 1939 году вступила в ВКП(б). В 1955 году окончила Верхнеозёрский сельскохозяйственный техникум. В 1958 году была выбрана председателем колхоза «Память Кирова» Бобровского района. Под её руководством колхоз вышел в передовые сельскохозяйственные предприятия Воронежской области. Руководила колхозом до 1967 года.
В 1966 году была удостоена звания Героя Социалистического Труда «за успехи, достигнутые в увеличении производства и заготовки пшеницы, ржи, гречихи и высокопроизводительном использовании техники».
В 1970 году вышла на пенсию.
Избиралась депутатом Верховного Совета РСФСР[уточнить] 3, 4 и 5 созывов.

## Память
- Именем Матрёны Тимашовой названо профессиональное училище № 43 в городе Бобров[1].

## Награды
- Герой Социалистического Труда — указом Президиума Верховного Совета СССР от 23 июня 1966 года
- Орден Ленина (дважды)
- Орден «Знак Почёта» (дважды)